# HD 161814
HD 161814，又名CP-60 6950，SAO 254057、HR 6624，是一颗恒星，视星等为5.78，位于銀經332.99，銀緯-16.33，其B1900.0坐标为赤經17h 42m 35.6s，赤緯-60° -16.33′ 56″。